# Collegio uninominale Liguria - 04 (2020)
Il collegio elettorale uninominale Liguria - 01 è un collegio elettorale uninominale della Repubblica Italiana per l'elezione della Camera dei deputati.

## Territorio
Come previsto dalla legge n. 51 del 27 maggio 2019, il collegio è stato definito tramite decreto legislativo all'interno della circoscrizione Liguria.
È formato dal territorio dell'intera provincia di La Spezia (32 comuni) e da 31 comuni della città metropolitana di Genova: Avegno, Borzonasca, Camogli, Carasco, Casarza Ligure, Castiglione Chiavarese, Chiavari, Cicagna, Cogorno, Coreglia Ligure, Favale di Malvaro, Lavagna, Leivi, Lorsica, Mezzanego, Moconesi, Moneglia, Ne, Neirone, Orero, Portofino, Rapallo, Recco, Rezzoaglio, San Colombano Certenoli, Santa Margherita Ligure, Santo Stefano d'Aveto, Sestri Levante, Tribogna, Uscio e Zoagli 
Il collegio è parte del collegio plurinominale Liguria - 01.

## Eletti
| Elezione | Elezione | Deputato         | Partito      |
| -------- | -------- | ---------------- | ------------ |
|          | 2022     | Roberto Bagnasco | Forza Italia |

## Dati elettorali

### XIX legislatura
Come previsto dalla legge elettorale, 147 deputati sono eletti con sistema a maggioranza relativa in altrettanti collegi uninominali a turno unico.
| Candidati                                 | Candidati                  | Voti    | %     | Liste                          | Voti    | %     |
| ----------------------------------------- | -------------------------- | ------- | ----- | ------------------------------ | ------- | ----- |
|                                           | Roberto Bagnasco ✔️ Eletto | 83 049  | 44,51 | Fratelli d'Italia              | 49 137  | 26,34 |
| Lega per Salvini Premier                  | Roberto Bagnasco ✔️ Eletto | 83 049  | 44,51 | 15 976                         | 8,56    |       |
| Forza Italia                              | Roberto Bagnasco ✔️ Eletto | 83 049  | 44,51 | 13 851                         | 7,42    |       |
| Noi moderati/Lupi - Toti - Brugnaro - UDC | Roberto Bagnasco ✔️ Eletto | 83 049  | 44,51 | 4 085                          | 2,19    |       |
|                                           | Daniele Montebello         | 53 497  | 28,67 | Partito Democratico-IDP        | 41 085  | 22,02 |
| Alleanza Verdi e Sinistra                 | Daniele Montebello         | 53 497  | 28,67 | 6 351                          | 3,40    |       |
| +Europa                                   | Daniele Montebello         | 53 497  | 28,67 | 5 306                          | 2,84    |       |
| Impegno Civico - Centro Democratico       | Daniele Montebello         | 53 497  | 28,67 | 755                            | 0,40    |       |
|                                           | Federica Giorgi            | 22 766  | 12,20 | Movimento 5 Stelle             | 22 766  | 12,20 |
|                                           | Silvia Garibaldi           | 13 783  | 7,39  | Azione - Italia Viva - Calenda | 13 783  | 7,39  |
|                                           | Raffaella Spezia           | 4 925   | 2,64  | Italexit                       | 4 925   | 2,64  |
|                                           | Catia Castellani           | 3 916   | 2,10  | Unione Popolare                | 3 916   | 2,10  |
|                                           | Fiorella Amoruso           | 2 851   | 1,53  | Italia Sovrana e Popolare      | 2 851   | 1,53  |
|                                           | Roberto Ferrara            | 1 553   | 0,83  | Vita                           | 1 553   | 0,83  |
|                                           | Gaetano Russo              | 227     | 0,12  | Noi di Centro – Europeisti     | 227     | 0,12  |
| Totale                                    | Totale                     | 186 567 | 100   |                                | 186 567 | 100   |
|                                           |                            |         |       |                                |         |       |
| Schede bianche                            | Schede bianche             | 2 592   | 1,33  |                                |         |       |
| Schede nulle                              | Schede nulle               | 5 677   | 2,91  |                                |         |       |
| Votanti                                   | Votanti                    | 194 856 | 65,75 |                                |         |       |
| Elettori                                  | Elettori                   | 296 378 |       |                                |         |       |